# تایسون (فیلم ۲۰۰۸)
«تایسون» (انگلیسی: Tyson) یک فیلم مستند آمریکایی به کارگردانی جیمز توباک محصول سال ۲۰۰۸ است. از بازیگران می‌توان به مایک تایسون، جو لوئیس، محمدعلی کلی، و دان کینگ اشاره کرد.
این مستند به زندگی‌نامه مایک تایسون قهرمان اسبق سنگین وزن بوکس جهان پیرامون زندگی ورزشی از شروع دوران بوکس در نوجوانی و نحوه ورود او به دنیای حرفه‌ای، همچنین سوالهایی در مورد مسابقه‌های بزرگ او، گفتگو با چهره‌های سرشناس و نکاتی پیرامون حواشی به وجود آمده در زندگی شخصی وی و به زندان افتادن مایک در اوج روزهای ورزشی وی می‌پردازد.